# Megamelanus bicolor
Megamelanus bicolor är en insektsart som beskrevs av Ball 1902. Megamelanus bicolor ingår i släktet Megamelanus och familjen sporrstritar. Inga underarter finns listade i Catalogue of Life.